# سميرة محسن
سميرة محسن (14 يوليو 1945 -)، ممثلة ومؤلفة ومنتجة مصرية.

## عن حياتها
درست في أكاديمية الفنون وحصلت منها على درجة الدكتوراه، ترأّست قسم التمثيل والإخراج بالمعهد العالي للفنون المسرحية في القاهرة. إضافة لكونها ممثلة ومؤلفة فقد قامت بإنتاج عدد من الأفلام السينمائية منها سنة أولى نصب، ملاكي إسكندرية، والغرفة 707 (فيلم).

### حياتها
تزوجت من المخرج والأديب نجيب سرور، وهي خالة الفنان كريم عبد العزيز.

## أعمالها

### أفلام
| - القشاش:2013-الراهبة ماريان - غرفة 707:2007-سميرة - سنة أولى نصب:2004-سميرة - أحلام مسروقة:1999 - حائط البطولات:1998-أم حسن - أجدع ناس:1993-أم عبد الحميد صفوان - آه .. وآه من شربات:1992-كواكب القادره - الحجر الداير:1992-أم سيد - إلا أمي:1991-ناديه ام محسن - حلقة الرعب:1990-علوية - كتيبة الإعدام:1989-بثينه | - ملابس الحداد الحمراء:1988 - حقد امرأة:1988 - صرخة ندم:1988-نادية - البوليس النسائي:1988 - ضربة معلم:1987-الام - دخان بلا نار:1986 - الاختلاط ممنوع:1986 - الهروب من الخانكة:1986-الدكتورة سعديه - الإنس والجن:1985-أم جلال - بصمات فوق الماء:1985-بسيمة عمران. - التلاقي:1977 | - الحب تحت المطر:1975-سمراء - الشوارع الخلفية:1974-ميمي زوجة امين - من البيت للمدرسة:1972-تفيدة - حادثة شرف:1971-دلال - 3 وجوه للحب:1969 - الرجل والقضبان:1969 - شيء من الخوف:1969-إنعام - شيء من العذاب:1969 - المتمردون:1968-نرجس - عالم مضحك جداً:1968-الاميرة اُلفت لاظ - هارب من الحياة:1964 | - الرسالة الأخيرة:1964 - فتاة الميناء:1964-سنية - شقاوة بنات:1963-خديجة - صاحب الجلالة:1963-حريم رقم 3 - الحسناء والطلبة:1963-نفيسة - رحلة الأوهام - الابن - التجربة الأولى - لعدم كفاية الأدلة - الشبكة |

### مسلسلات
| - الضاهر:2019 - الحكر:2014 - حكاية حياة:2013-نجوة - شمس الأنصاري:2012 - أخت تريز:2012-عندية - الأشرار:2009 - شط إسكندرية:2008 - وعادت القلوب:2008 - قصص بوليسية:2008 - جدار القلب:2008-عايدة - نقطة نظام:2007 - أحلام لا تنام:2006 - دعوة فرح:2006 - سوق الزلط:2005 - المرسى والبحار:2005 - أشرار وطيبين:2004 - حكاوي طرح البحر:2004 - سيرة سعيد الزواني:2002 - يحيا العدل:2002 | - شعاع من الأمل:2002 - حارة الطبلاوي:2001 - حواري وقصور:2001-الأميرة شويكار - بوابة الحلواني (ج4):2001-ضيفة شرف - أحلام سليمان:1999 - الشهاب:1999 - درب ابن برقوق:1999 - ع الحلوه والمره:1999 - حارة برجوان:1999-سكينة - رياح الشرق:1998-أم فاطمة - اللص والكلاب:1998-شويكار هانم - جمهورية زفتى:1997 - رسالة خطرة:1996-ضيفة الحلقات - ألف ليلة وليلة: فضل الله ووردانه:1996-أم فرفورة - نقوش من ذهب ونحاس:1996-نعيمة - قلوب حائرة:1996 - خالتي صفية والدير:1996-فرحانه - الزيني بركات:1995-عالية - سر الغائب:1994 | - دكتوراه في الحب:1994 - المزاد:1993 - البحث عن عبده:1992 - السيرة العربية:1992 - دكتور في الغربة:1991 - سحور على مائدة أشعب:1991-زوجة الوالي - محاكمة الجيل:1989 - ليه يا زمن:1989 - الزائرة:1989 - صعاليك ولكن شعراء:1988-خوله - البيت الكبير:1988 - لا إله إلا الله(ج3):1987-زايه - ألف ليلة وليلة:1984-ضيفة شرف - الغربان:1984 - موسى بن نصير:1983 - سيداتى وسادتي انتبهوا:1982 - الفتوحات الاسلامية:1981 - محمد رسول الله (ج1، 2):1980، 1981 - الرجل الذي احبه:1979 | - العملاق:1979-روز اليوسف - السفينة التائهة:1970 - سيداتي آنساتي:1970 - الضحية:1964 - النصيب - غرباء في المدينة - حكايات جدتي - واشهد يازمن - جراح العمر - حدود الله - أقوى من الطوفان - ولدي - قرية الرعب-يسرية - الرقم المجهول - كان ياما كان - مغامرات ميشو - رفقا ايها الابناء - مهلا أيها الخريف - أيام العمر |

| - ميرامار:1972 - وابور الطحين:1966 - خيال الظل - لعبة الحب - بستان الوهم                                              | \| - كبير الحلم:2014 - علشان خاطر مصر:2010 - المصير المحتوم:1998 - رحلة الأوهام:1985 (تمثيلية) - اعرف نفسك- ضيفة - السقا \| - امرأة من حديد - وعاد نور القمر-محاسن - حكاية أمام الكاميرا - أسرار المدينة - ابن ليل \| - هذا الحب هل يموت - أين حبي - الاخوين-سمية - العشرة جنية - كانت ملاكا \| - غريب الحي - صراع مع الحب - مجلة الحتاباتا - قلوب مؤمنة \| |                                                                        |                                                          |
| - كبير الحلم:2014 - علشان خاطر مصر:2010 - المصير المحتوم:1998 - رحلة الأوهام:1985 (تمثيلية) - اعرف نفسك- ضيفة - السقا | - امرأة من حديد - وعاد نور القمر-محاسن - حكاية أمام الكاميرا - أسرار المدينة - ابن ليل | - هذا الحب هل يموت - أين حبي - الاخوين-سمية - العشرة جنية - كانت ملاكا | - غريب الحي - صراع مع الحب - مجلة الحتاباتا - قلوب مؤمنة |

### أدوار أخرى
| - غرفة 707:2007-مؤلف - سوق الزلط:2005-قصة وسيناريو وحوار - الست أصيلة:2005-قصة وسيناريو وحوار - سنة أولى نصب:2004-قصة وسيناريو وحوار - حارة برجوان:1999-سيناريو وحوار - الضيف الصغير:1998-قصة وسيناريو وحوار - أم العروسة:1998-تاليف - من كل بيت حكاية:1998-قصة وسيناريو وحوار | - أحلام ضائعة:1997-سيناريو وحوار - سر الغائب:1994-قصة وسيناريو وحوار - الرجل الطيب:1993-قصة وسيناريو وحوار - إلا أمي:1991-قصة وسيناريو وحوار - محاكمة الجيل:1989-قصة وسيناريو وحوار - الزائرة:1989-قصة وسيناريو وحوار - المرأة والقانون:1988-قصة وسيناريو وحوار. | - صرخة ندم:1988-قصة وسيناريو وحوار - جراح العمر-قصة وسيناريو وحوار - أقوى من الطوفان-قصة وسيناريو وحوار - لعبة الحب-مخرج - غرفة 707:2007-منتج - ملاكي إسكندرية:2005-منتج - سنة أولى نصب:2004-منتج |

## روابط خارجية
- سميرة محسن على موقع IMDb (الإنجليزية)
- سميرة محسن على موقع الدهليز
- سميرة محسن على موقع قاعدة بيانات الأفلام العربية
- سميرة محسن على موقع قاعدة بيانات الفيلم (الإنجليزية)